# كارولينا زالفسكا
كارولينا زالفسكا (بالبولندية: Karolina Zalewska) مواليد 19 مارس 1984 في وارسو، هي لاعبة كرة يد بولندية تلعب كجناح أيمن. مثلت منتخب بولندا لكرة اليد للسيدات.

## سجل المنافسة
شاركت في البطولات التالية:
- بطولة العالم لكرة اليد للسيدات 2015
- بطولة أوروبا لكرة اليد للسيدات 2014

## روابط خارجية
- كارولينا زالفسكا على موقع الاتحاد الأوروبي لكرة اليد (الإنجليزية)